# الکساندر دوبچک
الکساندر دوبچک (اسلواکی: Alexander Dubček)، سیاست‌مدار برجسته‌ی کشور چکسلواکی بود که به عنوان دبیر اول هیئت رئیسه کمیته مرکزی حزب کمونیست چکسلواکی (رهبر دوفاکتو حزب کمونیست چکسلواکی) از ژانویه ۱۹۶۸ تا آوریل ۱۹۶۹ خدمت کرد. او در طول بهار پراگ تلاش کرد تا دولت کمونیستی را اصلاح کند، اما در پی تهاجم پیمان ورشو در اوت ۱۹۶۹ مجبور به استعفا شد.

## عضویت در حزب کمونیسم
او در ۱۹۲۱ میلادی در اسلواکی به دنیا آمد. وی در روسیه شوروی رشد یافت، جایی که پدرش با گروهی از کمونیست‌های چکسلواکی، در سال ۱۹۲۵ اقدام به تأسیس یک واحد اشتراکی صنعتی نمودند. دوبچک پس از سپری کردن تحصیلات خود به چکسلواکی بازگشت و با عضویت در حزب کمونیست چکسلواکی، در سال ۱۹۴۴ در شمار نیروهای چریکی قیام ملی اسلواک، بر ضد آلمان‌ها به مبارزه برخاست. وی در سال‌های پس از جنگ، به‌طور مداوم در حزب کمونیست ارتقاء مقام یافت به طوری که در ۴۷ سالگی، نخستین فردی بود که از اسلواکی به عنوان دبیر حزب کمونیست چکسلواکی برگزیده می‌شد.

## اصلاحات در چکسلواکی
انتخاب دوبچک که به داشتن افکار آزادی‌خواهانه شهرت داشت، نگرانی اتحاد جماهیر شوروی را برانگیخت و شتاب تحولات در چکسلواکی و فاصله گرفتن این کشور از سایر کشورهای کمونیست بر نگرانی رهبران اتحاد شوروی افزود. ادامهٔ این شرایط و روند اصلاح‌طلبی دوبچک که به بهار پراگ مشهور است، سبب شد تا نیروهای سازمان پیمان ورشو در اوت یعنی هشت ماه پس از به قدرت رسیدن دوبچک، به چکسلواکی یورش برند. اعضای پیمان ورشو این حمله را با عنوان حفظ و پاسداری از دستاوردهای سوسیالیسم موجه جلوه می‌دادند.

## بازداشت
دوبچک چهار روز پس از سقوط کشورش، از بازداشتگاه خود در اوکراین به کاخ کرملین منتقل شد و لئونید برژنف رهبر وقت شوروی با تهدید و تطمیع توانست او را قانع سازد که به انجام وظایف خود در مقام دبیر کلی حزب کمونیست چکسلواکی ادامه دهد. دوبچک مشروط به خروج نیروهای نظامی ورشو و موافقت برژنف مبنی بر خروج نیروها به محض عادی شدن اوضاع، به کشورش برگردانده شد.

## برکناری از دبیرکلی حزب

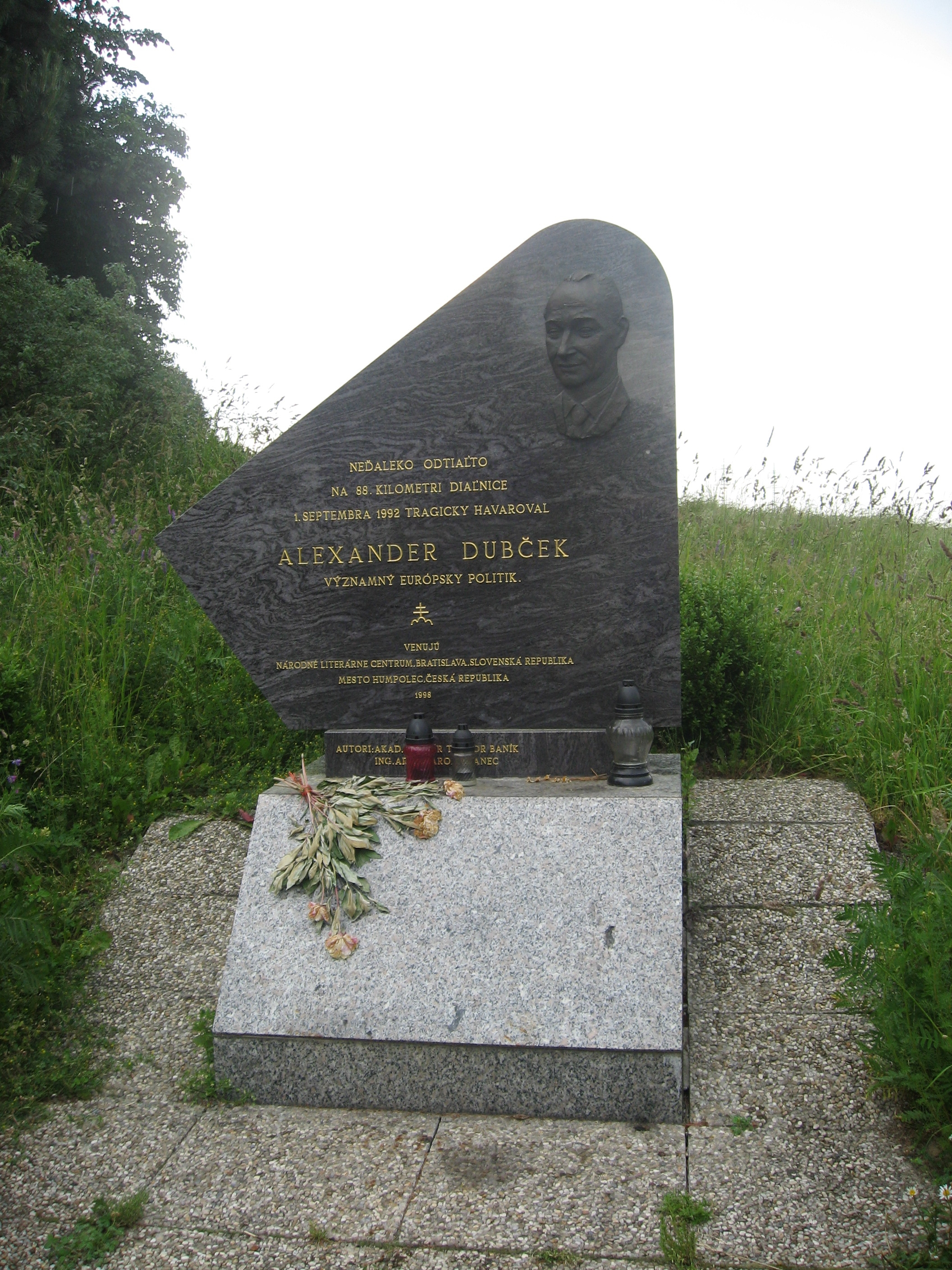
یادوارهٔ الکساندر دوبچک

روند عادی شدن اوضاع در چکسلواکی تا اوایل سال ۱۹۶۹ به درازا انجامید تا این که در روز هفدهم آوریل ۱۹۶۹ دوبچک از سمت دبیرکلی حزب کمونیست چکسلواکی برکنار شد. دوبچک در ابتدا به سمت سفیر چک اسلواکی در آنکارا تعیین گردید، ولی پس از چند ماه به پراگ احضار شد و به کارمندی ساده یک شرکت تعاونی کشاورزی در یکی از شهرهای چکسلواکی تنزل رتبه یافت.

## ریاست پارلمان
دوبچک از آن تاریخ تا سال ۱۹۸۹، به مدت بیست سال هیچگونه فعالیت سیاسی نداشت و زیر نظر، در خانه خود زندگی می‌کرد؛ اما در پاییز این سال، در پی موج اصلاح‌گرایی در شرق اروپا و فروپاشی کمونیسم، از نو در صحنه سیاسی چکسلواکی مطرح شد و در جریان تغییرات سیاسی کادر رهبری این کشور، به عنوان رئیس مجلس فدرال چکسلواکی برگزیده شد.

## مرگ
الکساندر دوبچک سرانجام در هفتم نوامبر ۱۹۹۲ در پی یک حادثه رانندگی در هفتاد سالگی درگذشت.